# Anice Terhune
Anice Terhune (Hampden, Massachusetts, 27 d'octubre de 1873 - 9 de novembre de 1964) fou una compositora musical i escriptora estatunidenca. Estudià al Conservatori de Cleveland i per espai de molts anys donà concerts de piano a Nova York i en altres poblacions, dedicant-se després a la composició musical. A més d'un centenar de melodies vocals, va compondre: Nero, òpera còmica; Song at Dusk, per a cor d'homes; The Woodland Princess, opereta; peces per a piano i cants per a infants. També se li deu: Home musical Education for Children (1903); Ballade of Dead Ladies (1917); More superwomen (1917-18); Sings of the Fathers (1918); Grey Dawn (1919); The Story of Canada (1919); Kings of Hearts (1921); The Eyes of the Village (1921), i The Boarder up at Em's (1925).